# Február 3.
Február 3. az év 34. napja a Gergely-naptár szerint. Az évből még 331 (szökőévekben 332) nap van hátra.
Névnapok: Balázs + Airton, Arion, Ariton, Balmaz, Blazsena, Celerina, Csinszka, Izrael, Oszkár, Oszlár

## Események

### Politikai események
- 1642 – A gyulafehérvári országgyűlés II. Rákóczi Györgyöt apja mellé társfejedelemmé választja.[1]
- 1643 – Gyulafehérváron házasságot köt II. Rákóczi György, akkor váradi kapitány és Báthory Zsófia, a Báthori-család somlyói ágának utolsó sarja.[2]
- 1949 – Kezdetét veszi a Mindszenty József hercegprímás elleni kirakatper.
- 1977 – Tafari Benti etióp vezetőt puccsal távolítják el a hatalomból.
- 2008
  - Boris Tadić, a Demokrata Párt elnöke – Szerbia köztársasági elnöke volt (2004-2012-ben) – a szavazatok 50,6%-ával győz a szerbiai elnökválasztás második fordulóján.
  - Hervé Morin francia védelmi miniszter az Europe 1 rádióban bejelenti, hogy a lázadókkal vívott harcokban életét veszítette Daoud Soumain csádi vezérkari főnök.[3]

### Tudományos és gazdasági események
- 1966 – A Luna–9 szovjet holdszonda – első automatikus űrállomásként – leszáll a Hold felszínére.

### Egyéb események
- 1944 – Budapesten 8,6 fokot mértek, amely rekord magas minimum hőmérsékletnek számít.[4]
- 1957 - Ezen a napon jelent meg először a Füles magazin.
- 1959 – A Buddy Hollyt és e zenésztársait szállító repülőgép Moorhead (Minnesota) közelében lezuhant, minden utasa életét vesztette. Don McLean American Pie című számában emlékezett meg a tragédiáról: „The day the music died” („a nap, amikor a zene meghalt”).
- 1998 – A dél-tiroli Cavalesében az amerikai légierő túl alacsonyan szálló Grumman EA–6B Prowler vadászgépe letépte a Monte Cermisre vivő függővasút kábelét. A lezuhanó kabin 19 utasa és a felvonókezelő életét vesztette.
- 2012 – a Malév bejelentette, hogy gépei többé nem szállnak fel, megkezdődött a nemzeti légtársaság felszámolása.
- 2016 – Pécs-Árpádtetőn 10,9 fokot mértek, amely rekord magas minimum hőmérsékletnek számít. A korábbi napi minimum hőmérsékleti rekordot Budapest tartotta az 1944-ben mért 8,6 fokkal.[4]

## Születések
- 1393 – Henry Percy, Northumberlandi 2. grófja († 1455)
- 1676 – Esterházy Antal kuruc tábornagy († 1722)
- 1736 – Johann Georg Albrechtsberger osztrák zeneszerző, orgonista († 1809)
- 1757 – Kitaibel Pál orvos, botanikus, kémikus († 1817)
- 1774 – Roykó János magyar író († 1838)
- 1809 – Felix Mendelssohn Bartholdy német zeneszerző († 1847)
- 1823 – Spencer Fullerton Baird amerikai természettudós, ornitológus, ichthyológus és múzeumi kurátor († 1887)
- 1829 – Orbán Balázs magyar író, néprajzi gyűjtő († 1890)
- 1837 – Széchenyi Béla magyar utazó, koronaőr († 1918)
- 1845 – Károlyi István magyar politikus, országgyűlési képviselő, az MTA tagja († 1907)
- 1857 – Wilhelm Johannsen dán botanikus († 1927)
- 1868 – Füzeséry Árpád magyar sportvezető, ügyvéd († 1948)
- 1868 – gróf Almásy Imre főispán, a felsőház tagja († 1929)
- 1870 – Hegedűs Gyula magyar színész († 1931)
- 1874 – Gertrude Stein amerikai írónő († 1946)
- 1881 – Galamb József magyar gépészmérnök († 1955)
- 1882 – Neuber Ede magyar orvos, bőrgyógyász, higiénikus, az MTA tagja († 1946)
- 1887 – Georg Trakl osztrák expresszionista költő, író († 1914)
- 1889 – Risto Ryti finn politikus, köztársasági elnök († 1956)
- 1890 – Kner Imre magyar tipográfus, nyomdász, könyvművész († 1944)
- 1893 – Gaston Julia algériai francia matematikus († 1978)
- 1898 – Alvar Aalto finn műépítész, designer († 1976)
- 1899 – Koszorús Ferenc magyar katonatiszt, az ún. csendőrpuccs megakadályozója 1944-ben († 1974)
- 1904 – Luigi Dallapiccola olasz zongoraművész és zeneszerző († 1975)
- 1905 – Paul Ariste észt nyelvészprofesszor († 1990)
- 1909 – Simone Weil francia író, filozófus († 1943)
- 1911 – Jehan Alain francia orgonaművész, zeneszerző († 1940)
- 1920 – André Loens francia autóversenyző († 1957)
- 1920 – Tony Gaze ausztrál autóversenyző († 2013)
- 1922 – Johnny Moorhouse amerikai autóversenyző († 1999)
- 1926 – Hans-Jochen Vogel német szociáldemokrata politikus, miniszter, Berlin főpolgármestere († 2020)
- 1929 – Zilai János magyar szőlész, egyetemi tanár († 2009)
- 1930 –  Csoóri Sándor kétszeres Kossuth-díjas és kétszeres József Attila-díjas magyar költő, esszéíró, prózaíró, politikus, a nemzet művésze († 2016)
- 1933 – Béri Géza, magyar költő, író, műfordító († 1979)
- 1935 – Richard Utley brit autóversenyző
- 1939 – Michael Cimino Oscar-díjas amerikai filmrendező († 2016)
- 1942 – Arató Péter villamosmérnök, az MTA rendes tagja
- 1945 – Szabó Tünde magyar színésznő, Déryné-díjas († 2021)
- 1947 – Apró Attila magyar rendező († 2020)
- 1947 – Paul Auster amerikai író († 2024)
- 1948 – Drapál János magyar motorkerékpár-versenyző, világbajnok († 1985)
- 1948 – Henning Mankell svéd színházi rendező és író († 2015)
- 1950 – Alvaro Vitali olasz filmszínész
- 1954 – Herpai Sándor magyar rock-, jazz- folkzenész, dobos († 2014)
- 1957 – Békés Csaba magyar történész
- 1957 – Chico Serra brazil autóversenyző
- 1959 – Ferzan Özpetek török filmrendező
- 1960 – Joachim Löw német labdarúgó-válogatott szövetségi kapitánya
- 1962 – Bozó László meteorológus, kandidátus, az MTA tagja
- 1964 – Görög László Jászai Mari-díjas magyar színművész
- 1965 – Maura Tierney amerikai színésznő
- 1968 – Kalocsai Andrea Kazinczy-díjas magyar televíziós műsorvezető, színésznő, előadóművész
- 1970 – Warwick Davis angol színész
- 1975 – Ruttkay Laura Jászai Mari-díjas magyar színésznő
- 1978 – Joan Capdevila világbajnok spanyol labdarúgó
- 1980 – Markus Esser német kalapácsvető
- 1984 – Artyom Szilcsenko világbajnoki bronzérmes orosz szupertoronyugró
- 1998 – Jang Hao ifjúsági olimpiai bajnok kínai műugró
- 2004 – Scoot Henderson amerikai kosárlabdázó
- 2006 – Sékou Koné mali labdarúgó

## Halálozások
- 1116 – Könyves Kálmán magyar király (* 1074 körül)
- 1451 – II. Murád az Oszmán birodalom hatodik szultánja (* 1404)
- 1468 – Johannes Gutenberg német nyomdász (* 1400)
- 1857 – Stanisław Worcell, lengyel politikus, politikai gondolkodó, Kossuth barátja (* 1799)
- 1884 – Gotthilf Heinrich Ludwig Hagen német fizikus (* 1797)
- 1924 – Woodrow Wilson az Amerikai Egyesült Államok 28. elnöke (* 1856)
- 1925 – Oliver Heaviside autodidakta angol villamosmérnök, matematikus, fizikus (* 1850)
- 1945 – Révész Imre festőművész, grafikus (* 1859)
- 1946 – Margó Ede magyar szobrászművész (* 1872)
- 1946 – Neuber Ede magyar orvos, bőrgyógyász, higiénikus, az MTA tagja (* 1882)
- 1956 – Félix Edouard Justin Emile Borel francia matematikus, politikus (* 1871)
- 1956 – Johnny Claes belga autóversenyző (* 1916)
- 1959 – Buddy Holly amerikai énekes (* 1936)
- 1969 – Boczonádi Szabó Imre  magyar miniszteri számvizsgáló, lapszerkesztő, méhész, országgyűlési képviselő (* 1882)
- 1971 – Körner József Kossuth- és Ybl-díjas magyar műépítész (* 1907)
- 1979 – Haynal Imre orvos, egyetemi tanár, az MTA tagja (* 1892)
- 1989 – John Cassavetes görög–amerikai színész, forgatókönyvíró és rendező (* 1929)
- 1993 – Paul Emery brit autóversenyző (* 1916)
- 1996 – Norm Houser amerikai autóversenyző (* 1915)
- 1996 – Vámos László Kossuth-díjas, Jászai Mari-díjas, érdemes és kiváló művész, rendező (* 1928)
- 1997 – Bohumil Hrabal cseh író (* 1914)
- 1997 – Richard Andvord norvég üzletember, ellenálló (* 1920)
- 1997 – Pecznik János agrokémikus, egyetemi tanár (* 1914)
- 2002 – Lukács Margit Kossuth-díjas, Jászai Mari-díja magyar színésznő, a nemzet színésze (* 1914)
- 2003 – Máthé Eta Aase-díjas magyar színésznő, a nyíregyházi Móricz Zsigmond Színház örörkös tagja (* 1931)
- 2008 – Charley van de Weerd holland labdarúgó (* 1922)
- 2013 – Ádám György orvos, fiziológus, egyetemi tanár, az MTA rendes tagja (* 1922)
- 2016 – Kasza József szerbiai magyar politikus, közgazdász, a VMSZ elnöke,szerbiai miniszterelnök-helyettes (* 1945)
- 2018 – Palotai Károly olimpiai bajnok magyar labdarúgó, nemzetközi játékvezető, ellenőr és sportvezető (* 1935)
- 2023 – Kozma Dezső erdélyi irodalomtörténész, egyetemi tanár (* 1935)
- 2025 – Lukács József Aase-díjas magyar színész, író (* 1937)

## Ünnepek, emléknapok, világnapok
- Szent Balázs napja a katolikus egyházban: régen e napon volt szokás a balázsolás, amikor a torokfájósokat parázsra vetett alma héjával megfüstölték, hogy ezzel a fájdalmat, betegséget okozó gonoszt elűzzék. Máshol a pap a beteg gyermekek álla alá két gyertyát tett keresztbe és imát mondott. Balázs napja a magyarság körében az iskolások ünnepe is volt, amikor a diákok házról házra járva jelmezesen vonultak fel, adományokat gyűjtöttek az iskolának és új diákokat toboroztak. Ez az úgynevezett „balázsjárás”, ami a szlovákok és csehek körében is ismert volt.[5]
- Rejtvényfejtők napja, a Füles című rejtvénylap első száma megjelenésének napján.
- Japán: Szecubun - a tavasz kezdetének ünnepe
- Mozambik: a hősök napja